# Chrześcijańsko-Demokratyczna Partia Ludowa (Węgry)
Chrześcijańsko-Demokratyczna Partia Ludowa (węg. Kereszténydemokrata Néppárt, KDNP) – węgierska prawicowa, chadecka partia polityczna, działająca od 1989. Od 2006 formalny koalicjant Fideszu, faktycznie jego satelickie ugrupowanie.

## Historia
Ugrupowanie utworzone zostało w okresie przemian politycznych, zwanych Jesienią Ludów. Nawiązywało do działającej w latach 1943–1949 formacji chadeckiej, tworzonej przez różne środowiska katolickie, rozwiązanej po represjach komunistycznych. W dwóch kadencjach między 1990 a 1998 KDNP posiadała liczącą około 20 posłów reprezentację w Zgromadzeniu Narodowym, uzyskując w wyborach poparcie na poziomie 6,5–7,0%. W latach 1990–1994 partia wchodziła w skład koalicji rządzącej, cztery następne lata pozostawała w opozycji. W wyborach parlamentarnych w 1998 (startując samodzielnie) i w 2002 (z list Partii Centrum) chadecy nie przekraczali progu wyborczego, pozostając poza parlamentem.
W 2006 partia podpisała porozumienie wyborcze z Fideszem – Węgierską Partią Obywatelską. Centroprawicowa koalicja przegrała wybory parlamentarne, uzyskując 42,49% głosów. Wybory te pozwoliły jednak powrócić chadekom do parlamentu, w nowym Zgromadzeniu Narodowym powołali własną liczącą 23 posłów frakcję. Ugrupowania kontynuowały współpracę także w zwycięskich dla koalicji wyborach krajowych w 2010, po których Zsolt Semjén objął urząd wicepremiera. Porozumienie utrzymywano także w zwycięskich dla centroprawicy wyborach w 2014, 2018 i 2022.
Oba ugrupowania utrzymywały współpracę także w wyborach do Parlamentu Europejskiego; europosłami z ramienia chadeków zostawali odpowiednio László Surján (2009) i György Hölvényi (2014, 2019 i 2024).
KDNP należała do Europejskiej Partii Ludowej; opuściła ją w 2024, gdy EPP nawiązała współpracę z Partią Szacunku i Wolności.

## Poparcie
| Wybory | Poparcie | Zmiana punktów procentowych | Mandaty (Zgromadzenie Krajowe) | Zmiana |
| ------ | -------- | --------------------------- | ------------------------------ | ------ |
| 1990   | 6,5%     | –                           | 21/386                         | –      |
| 1994   | 7,0%     | +0,5                        | 22/386                         | +1     |
| 1998   | 2,3%     | –4,7                        | 0/386                          | –22    |
| 2002   | 3,9%     | +1,3                        | 0/386                          | –      |
| 2006   | 42%      | +38,1                       | 23/386                         | +23    |
| 2010   | 52,7%    | +10,7                       | 36/386                         | +13    |
| 2014   | 44,5%    | –8,2                        | 16/199                         | –20    |
| 2018   | 49,3%    | +4,8                        | 16/199                         | –      |
| 2022   | 54,1%    | +4,8                        | 18/199                         | +2     |